# Santa Branca
Santa Branca é um município brasileiro do estado de São Paulo. Localiza-se no Vale do Paraíba, na Região Imediata de São José dos Campos, a uma latitude 23°23'48" sul e a uma longitude 45°53'02" oeste, estando a uma altitude de 648 metros. Sua população estimada em 2021 pelo IBGE era de 14 925 habitantes. Segundo o Censo do IBGE de 2010, a população naquele ano era de 13 763 habitantes.

## História
Santa Branca ou a “Cidade Presépio”, como foi denominada pelos munícipes antigos, completou 184 anos. Segundo Sarkis Ramos Alwan, historiador da cidade, Santa Branca leva esse título desde a década de 50, onde era tradição dos municípios do estado de São Paulo levarem um determinado brasão e codinome. O Juiz de Paz da época, Jarbas Queiroz, defendia Santa Branca como uma cidade acolhedora, singela, pequena, com ruas estreitas e com muitas ladeiras, lembrando com essa estrutura, um presépio e consagrando dessa maneira, o “apelido” do município. O símbolo é cultivado na entrada do município com um presépio de apresentação e boas vindas à cidade. 
De acordo com Sarkis, a origem do nome presta homenagem à padroeira Santa Branca. A imagem da santa é encontrada na Igreja Matriz histórica da cidade e, foi doada pelo Capitão Bibiano José Nogueira, que liderou o movimento para a construção de uma capela em homenagem à padroeira local. 
O município comemorou dia 22 de maio de 2016, 184 anos de existência. Sua data de fundação foi o ano de 1832.
A raiz histórica da cidade de Santa Branca nasceu em 1652 com a Vila de Nossa Senhora da Conceição de Jacareí. A instalação de um governo local deu impulso ao povoamento e desenvolvimento da margem esquerda do rio Paraíba do Sul.
Em 20 de Junho de 1833 o sargento-mór Victoriano José de Moraes, foi eleito pela Câmara Municipal de Jacareí como Juiz de Paz de Santa Branca. Aos poucos o município se estruturava com o núcleo das autoridades que deveria conduzir o destino do povo e da região, ainda que, dependente das autoridades de Jacareí.
A vila foi crescendo e em 20 de fevereiro de 1841, a Assembleia Legislativa Provincial, aprovou o projeto de lei elevando o Curato à condição de Freguesia. Isso perdurou até 1856, quando a Freguesia foi promovida à condição de Vila.
Em seguida, foi realizada a primeira eleição para a Câmara Municipal de Santa Branca. A posse deste colegiado eleito, por imposição da Câmara Municipal de Jacareí, foi realizada na cidade e não na Vila de Santa Branca.
Apenas em 1908, o Capitão José Luiz de Siqueira passou a assinar documentos, atos e o expediente de rotina como Prefeito. Em finais de 1908, tomou posse o primeiro prefeito eleito de Santa Branca, Claudino José de Souza.
Com forte influência da igreja católica, a Igreja Matriz de Santa Branca é uma das construções mais antigas e, considerada o cartão postal do município. Em 29 de março de 1832, ano de fundação do município, a Capela de Santa Branca foi elevada à condição de Capela Curada pelo bispo de São Paulo, Dom Manoel Joaquim Gonçalves de Andrade. No ano seguinte, em 03 de julho de 1833, o Padre João Batista da Silva Borges tomou posse como capelão, sendo celebrada a primeira missa. Em 25 de julho do mesmo ano foi celebrado o primeiro casamento na capela.
Santa Branca está situada no interior de São Paulo, o acesso à cidade é feito pela Rodovia Presidente Dutra, Rodovia Carvalho Pinto e Nilo Máximo, próximo ao aeroporto de São José dos Campos. O município contava em 2021 com uma população estimada de 14 925 habitantes.

## Demografia

### População
| Crescimento populacional                             | Crescimento populacional | Crescimento populacional | Crescimento populacional |
| Ano                                                  | População Total          |                          | %±                       |
| ---------------------------------------------------- | ------------------------ | ------------------------ | ------------------------ |
| 1872                                                 | 5 515                    |                          |                          |
| 1890                                                 | 6 448                    |                          | 16,9%                    |
| 1900                                                 | 8 039                    |                          | 24,7%                    |
| 1910                                                 | 8 561                    |                          | 6,5%                     |
| 1920                                                 | 7 228                    |                          | −15,6%                   |
| 1925                                                 | 8 469                    |                          | 17,2%                    |
| 1934                                                 | 7 278                    |                          | −14,1%                   |
| 1937                                                 | 7 781                    |                          | 6,9%                     |
| 1940                                                 | 5 968                    |                          | −23,3%                   |
| 1946                                                 | 6 484                    |                          | 8,6%                     |
| 1950                                                 | 5 889                    |                          | −9,2%                    |
| 1958                                                 | 5 803                    |                          | −1,5%                    |
| 1960                                                 | 6 285                    |                          | 8,3%                     |
| 1970                                                 | 6 831                    |                          | 8,7%                     |
| 1980                                                 | 8 501                    |                          | 24,4%                    |
| 1991                                                 | 10 306                   |                          | 21,2%                    |
| 2000                                                 | 13 010                   |                          | 26,2%                    |
| 2010                                                 | 13 763                   |                          | 5,8%                     |
| 2022                                                 | 13 975                   |                          | 1,5%                     |
| Est. 2024                                            | 14 212                   | [ 5 ]                    | 1,7%                     |
| Fontes: Censos Demográficos IBGE e Estimativas SEADE |                          |                          |                          |

## Infraestrutura

### Comunicações
O sistema de telefones automáticos foi inaugurado na cidade pela Companhia de Telecomunicações do Estado de São Paulo (COTESP) em 1971. Em 1975 a concessão do sistema telefônico foi transferida para a Telecomunicações de São Paulo (TELESP), passando a ser administrado e operado pela sua subsidiária Companhia Telefônica da Borda do Campo (CTBC). Já o sistema de discagem direta à distância (DDD) foi implantado em 1979 com o código de área (0123), quando a cidade voltou a ser atendida pela Telesp.
Na década de 90 o código DDD da cidade foi alterado para (012), para padronização do sistema telefônico com a telefonia celular que estava sendo implantada em todo o estado.

## Religião
O Cristianismo se faz presente na cidade da seguinte forma:

### Igreja Católica
- A igreja faz parte da Diocese de São José dos Campos.[15]

### Igrejas evangélicas
Entre as igrejas protestantes históricas, pentecostais e neopentecostais, encontram-se na cidade:
- Assembleia de Deus Ministério do Belém.[18][19]
- Congregação Cristã no Brasil.[20]